# Hamid Sourian
Hamid Mohammad Soryan Reihanpour est un lutteur iranien né le 24 août 1985 à Rey en Iran.

## Carrière

### Championnats du monde
Il est 6 fois champion du monde (2005 , 2006 , 2007 , 2009, 2010, 2014) dans la catégorie des 55 kg en lutte gréco-romaine.

### Jeux olympiques
Soryan arrive aux Jeux olympiques de Pékin en ayant remporté les trois derniers championnats du monde, il est le grand favori pour le titre olympique. Mais au deuxième tour, il perd son match face au russe Nazyr Mankiev, le futur champion. Bien que Sourian remporte son match de repêchage, il s'incline pour la médaille de bronze face au Sud-Coréen Park Eun-chul et termine 5e. À Londres, il remporte la première médaille d'or de cette discipline pour l'Iran.
Soryan devient champion olympique à Londres en 2012.
- Jeux olympiques
  -  Médaille d'or en lutte gréco-romaine dans la catégorie des moins de −55 kg en 2012